# Полюлях, Никита Анатольевич
Ники́та Анато́льевич Полюлях (укр. Микита Анатолійович Полюлях; род. 15 марта 1993, Днепродзержинск, Днепропетровская область) — украинский футболист, полузащитник. Играл в юношеской сборной Украины до 19 лет.

## Биография

### Клубная карьера
Воспитанник днепродзержинского футбола. В детско-юношеской футбольной лиге Украины выступал за киевские клубы — «Отрадный» и «Динамо». С 2008 года по 2010 год играл за днепропетровский «Днепр». В 2006 году также играл в чемпионате Днепропетровской области за «Энергоюниор» из Днепродзержинска.
Затем выступал на протяжении около двух лет за «Днепр» в молодёжном первенстве Украины, в котором провёл 31 игру. В октябре 2010 года в составе «Днепра» стал серебряным призёром Кубка Кучеревского.
В начале 2011 года перешёл в донецкий «Металлург». Вначале выступал за дубль. 21 мая 2011 года дебютировал в Премьер-лиге Украины в последнем 30 туре сезона 2010/11 в выездном матче против луцкой «Волыни» (1:3), тренер команды Владимир Пятенко выпустил Никиту на поле в конце игры на 87 минуте вместо Фанендо Ади. В июне 2011 года впервые поехал на сбор вместе с основной командой «Металлурга» в Австрию.

### Карьера в сборной
В составе юношеской сборной Украины до 17 лет выступал с 2008 года по 2010 год и сыграл в 25 матчах, в которых забил 4 гола. В 2009 году на турнире памяти Виктора Банникова стал бронзовым призёром. Также он участвовал на турнирах в Турции, Португалии и Польше.
В рамках элитного квалификационного раунда на юношеский чемпионат Европы 2010 в Лихтенштейне Никита Полюлях сыграл 3 матча. Украина тогда в своей группе заняла последнее 4 место, уступив Грузии, Нидерландам и Чехии.
В 2011 году был вызван Олегом Кузнецовым в состав юношеской сборной до 19 лет на Мемориал Гранаткина, который проходил Санкт-Петербурге. На турнире он провёл 4 матча, а сборная Украины стала бронзовым призёром.

## Достижения
«Металлург» (Донецк)
- Финалист Кубка Украины: 2011/12